# USS Perkins (DD-877)
USS Perkins (DD-877/DDR-877) là một tàu khu trục lớp Gearing được Hải quân Hoa Kỳ chế tạo vào giai đoạn cuối Chiến tranh Thế giới thứ hai. Nó là chiếc tàu chiến thứ ba của Hải quân Mỹ được đặt theo tên Thiếu tướng Hải quân George H. Perkins (1835-1899), người tham gia cuộc Nội chiến Hoa Kỳ. Hoàn tất khi chiến tranh đã kết thúc, con tàu tiếp tục phục vụ trong giai đoạn Chiến tranh Lạnh, Chiến tranh Triều Tiên và Chiến tranh Việt Nam cho đến khi ngừng hoạt động năm 1973. Nó được chuyển cho Argentina và tiếp tục phục vụ cùng Hải quân Argentina như là chiếc ARA Comodoro Py (D 27) cho đến năm 1984. Con tàu bị đánh chìm như một mục tiêu vào năm 1987. Perkins được tặng thưởng ba Ngôi sao Chiến trận do thành tích phục vụ trong Chiến tranh Triều Tiên.

## Thiết kế và chế tạo
Perkins được đặt lườn tại xưởng tàu của hãng Consolidated Steel Corporation ở Orange, Texas vào ngày 19 tháng 6 năm 1944. Nó được hạ thủy vào ngày 7 tháng 12 năm 1944; được đỡ đầu bởi bà Larz Anderson S. R. Eversole, (nhủ danh Isabel Weld Perkins), và nhập biên chế vào ngày 4 tháng 4 năm 1945.

## Lịch sử hoạt động

### 1945 - 1949
Sau khi hoàn tất việc chạy thử máy huấn luyện tại khu vực vịnh Guantánamo, Cuba, Perkins đi đến Xưởng hải quân Norfolk để được cải biến thành một tàu khu trục cột mốc radar. Nó tiếp tục huấn luyện ôn tập trong tháng 7 năm 1945 trước khi gặp gỡ tàu sân bay Boxer (CV-21) vào ngày 20 tháng 7 để cùng đi sang khu vực Thái Bình Dương. Nó gia nhập cùng Đội khu trục 52 tại Trân Châu Cảng, và khởi hành đi sang Viễn Đông vào ngày 19 tháng 8. Con tàu đi đến vịnh Tokyo vào đúng ngày 2 tháng 9, ngày diễn ra lễ ký kết chính thức văn kiện đầu hàng, và sang ngày hôm sau đã gia nhập Lực lượng Đặc nhiệm 38. Chiếc tàu khu trục hoạt động tại các khu vực quần đảo Marshall, Mariana và vùng biển chung quanh Nhật Bản cho đến tháng 4 năm 1946, khi nó lên đường quay trở về Trân Châu Cảng. Con tàu đi đến San Diego, California vào ngày 28 tháng 4, nơi nó đặt căn cứ hoạt động trong hai năm tiếp theo.
Perkins quay trở lại Viễn Đông vào tháng 5, 1947 và hoạt động trong ba tháng tại vùng biển Trung Quốc, tuần tra tại khu vực Tần Hoàng Đảo và vùng biển Bột Hải, nơi nó theo dõi các hoạt động của lực lượng Trung Cộng. Nó quay trở về California vào tháng 10, và sang tháng 1, 1948 lại lên đường đi đến khu vực quần đảo Marshall, tham gia hoạt động thử nghiệm bom nguyên tử trong khuôn khổ Chiến dịch Sandstone. Nó quay trở về San Diego vào tháng 6 để được đại tu.
Rời vùng bờ Tây vào ngày 4 tháng 1, 1949, Perkins thực hiện một lượt phục vụ khác tại vùng biển Trung Quốc. Đi đến Thanh Đảo vào ngày 7 tháng 2, nó được xếp lại lớp như một tàu khu trục cột mốc radar, và mang ký hiệu lườn mới DDR-877 vào ngày 18 tháng 2. Nó dự định tiến hành những cuộc thực tập theo kế hoạch, nhưng lại được huy động vào việc di tản công dân nước ngoài từ Thanh Đảo đến Hong Kong, do lực lượng cộng sản đã chiếm được thành phố vào tháng 5. Nó phải cơ động để đối phó một cơn bão vào tháng 6, rồi viếng thăm Singapore trong tháng 8 trước khi quay trở về San Diego.

### 1950 - 1959
Được điều động sang Đội khu trục 11, Perkinsđược đại tu và huấn luyện tại vùng bờ Tây trước khi lại khởi hành đi sang phía Tây vào giữa tháng 8, 1950. Nó hoạt động tìm kiếm và giải cứu (SAR: Search and rescue) tại khu vực Trung tâm Thái Bình Dương, và quay trở về vùng bờ Tây vào tháng 10. Vào lúc này cuộc xung đột tại bán đảo Triều Tiên đã lên tới đỉnh cao, nên con tàu khởi hành vào ngày 2 tháng 2, 1951 để đi sang vùng chiến sự. Từ tháng 3 đến tháng 9, nó phục vụ bảo vệ chống tàu ngầm và canh phòng máy bay cho các tàu sân bay thuộc Lực lượng Đặc nhiệm 77, cũng như hoạt động bắn phá bờ biển và hỗ trợ hỏa lực cho cuộc chiến trên bộ trong thành phần Lực lượng Đặc nhiệm 95. Sau khi hoàn tất lượt phục vụ, nó đi đến Yokosuka, Nhật Bản vào ngày 25 tháng 9, rồi lên đường vào ngày hôm sau cho hành trình quay trở về Hoa Kỳ.
Perkins quay trở lại vùng biển Triều Tiên vào tháng 6, 1952, dành trọn tháng 7 cho hoạt động bắn phá bờ biển trước khi chuyển sang phục vụ cùng Lực lượng Đặc nhiệm 77 trong một giai đoạn ngắn, rồi đi xuống phía Nam để hoạt động tuần tra tại eo biển Đài Loan. Nó quay trở lại vùng chiến sự ngoài khơi Triều Tiên vào ngày 8 tháng 9. Vào ngày 15 tháng 10, đang khi bảo vệ cho hoạt động của các tàu quét mìn tại khu vực Kojo cách 35 mi (56 km) về phía Bắc đường chiến tuyến, nhằm chuẩn bị cho một chiến dịch đổ bộ nghi binh, chiếc tàu khu trục chịu đựng hai phát đạn pháo suýt trúng sát cạnh lườn tàu, khiến một thành viên thủy thủ đoàn thiệt mạng và 17 người khác bị thương. Chỉ bị hư hại nhẹ, nó tiếp tục hoạt động tác chiến; và trong thời gian còn lại của đợt hoạt động, nó luân phiên nhiệm vụ hỗ trợ hải pháo với vai trò hộ tống tàu sân bay.
Quay trở về Hoa Kỳ vào cuối năm 1952, trải qua một đợt đại tu kéo dài mất sáu tháng, và hoàn tất vào tháng 7, 1953 trước khi quay trở sang Viễn Đông vào tháng 8. Trong sáu tháng tiếp theo nó đã tuần tra tại ngoài khơi bờ biển Triều Tiên, vào lúc mà cuộc xung đột đã chấm dứt do đạt được thỏa thuận ngừng bắn. Nó cũng tại khu vực eo biển Đài Loan và tham gia các cuộc tập trận tại các vùng biển Nhật Bản và Philippines. Sau lượt hoạt động này, con tàu bắt đầu luân phiên những đợt biệt phái phục vụ cùng Đệ Thất hạm đội tại khu vực Tây Thái Bình Dương với những giai đoạn hoạt động Đệ Nhất hạm đội tại vùng bờ Tây Hoa Kỳ. Vào tháng 7, 1956, nhân dịp Năm Quốc tế Địa vật lý (IGY: International Geophysical Year) 1956, con tàu đã có những nỗ lực đóng góp vào việc thu thập dữ liệu khi theo dõi những khí cầu khảo sát thời tiết; và đến tháng 9, 1959 đã tăng cường cho Lực lượng Đặc nhiệm 77 khi xảy ra những biến động chính trị tại Lào.

### 1960 - 1973
Perkins đi đến Xưởng hải quân Long Beach vào tháng 3, 1962, nơi nó được sửa chữa và đồng thời nâng cấp trong khuôn khổ Chương trình Hồi sinh và Hiện đại hóa Hạm đội (FRAM: Fleet Rehabilitation and Modernization). Trong đợt này, ngoài nhiều cải tiến nhằm kéo dài tuổi thọ phục vụ, nó còn được bổ sung những cảm biến và vũ khí chống ngầm, bao gồm tên lửa chống ngầm RUR-5 ASROC và máy bay trực thăng không người lái chống ngầm Gyrodyne QH-50 DASH. Con tàu được xếp lại lớp như một tàu khu trục thông thường, và lấy lại ký hiệu lườn cũ DD-877 vào ngày 30 tháng 9, 1962. Công việc trong xưởng tàu hoàn tất vào tháng 12 năm đó.
Trong mười tháng tiếp theo, Perkins thực hành huấn luyện dọc theo vùng bờ Tây Hoa Kỳ, rồi đến giữa tháng 10, 1963 lại theo thông lệ được phái sang hoạt động hàng năm tại khu vực Tây Thái Bình Dương, và đã hoạt động cùng tàu sân bay Hancock (CV-19) tại biển Đông ngoài khơi Việt Nam. Chu kỳ hoạt động này được chiếc tàu khu trục tiếp nối cho đến thập niên 1970, nhưng giờ đây mọi đợt hoạt động tại Viễn Đông đều bao gồm những hoạt động tác chiến trong khuôn khổ cuộc Chiến tranh Việt Nam. Con tàu đã hộ tống và canh phòng máy bay cho những tàu sân bay hoạt động tại Trạm Yankee trong vịnh Bắc Bộ; tuần tra phục vụ Tìm kiếm và Giải cứu (SAR: Search and Rescue) những phi công bị bắn rơi; tham gia các Chiến dịch Sea Dragon và Market Time để ngăn chặn việc vận chuyển vũ khí và tiếp liệu ven biển; cũng như hỗ trợ hải pháo cho cuộc chiến trên bộ tại Nam Việt Nam.
Perkins được cho xuất biên chế đồng thời rút tên khỏi danh sách Đăng bạ Hải quân vào ngày 15 tháng 1, 1973.

### ARAComodoro Py(D-27)
Con tàu được chuyển cho Argentina và tiếp tục phục vụ cùng Hải quân Argentina như là chiếc ARA Comodoro Py (D-27); tên nó được đặt theo tên Thiếu tướng Hải quân Luis Py (1819-1884). Nó ngừng hoạt động vào năm 1984, được sử dụng như một mục tiêu thực hành, và cuối cùng vào ngày 15 tháng 6, 1987 bị đánh chìm ngoài khơi Mar del Plata như một mục tiêu bởi ngư lôi phóng từ tàu ngầm ARA Santa Cruz (S-41).

## Phần thưởng
Perkins được tặng thưởng ba Ngôi sao Chiến trận do thành tích phục vụ trong Chiến tranh Triều Tiên.